# Laurent Halet
Pour les articles homonymes, voir Halet.
Jacques Laurent Halet, né le 25 octobre 1863 à Liège et mort le 24 février 1932 dans le 10e arrondissement de Paris, est un compositeur, chef d'orchestre et éditeur de musique français d'origine belge. 

## Biographie
Chef d'orchestre au Concert Mayol, collaborateur de Vincent Telly avec qui il est propriétaire d'une maison d'édition de partitions, on lui doit les musiques de plus de 500 créations, comprenant de nombreuses chansons sur des paroles, entre autres de Henri Christiné, Théodore Aillaud, Émile Audiffred, Émile Bessière, Henri Boucherat ou encore Paul Briollet.
Après la Première Guerre mondiale, il devient chef de nombreux music-halls, comme les Folies Bergère et compose alors des musiques de scène.
Mort à 68 ans à l'hôpital Lariboisière, Laurent Halet était divorcé depuis janvier 1900 de Marie-Louise Demarzé et remarié depuis juillet 1913 à la danseuse et chanteuse Germaine Mitty. Parmi les témoins du mariage figuraient le comédien Gaston Dupray et le parolier Gaston Auguste Coullerez dit Léonce Paco.
Mort sans enfant, séparé depuis de nombreuses années de sa seconde épouse, Laurent Halet avait institué Lucienne Cogneau, sa dernière compagne, comme légataire universelle. Il repose au cimetière parisien de Pantin (159° division).

## Distinction
- Officier d'Académie (arrêté ministériel du 13 janvier 1913)[11].